# Pour quelques bretzels de plus
Pour quelques bretzels de plus (The Twisted World of Marge Simpson) est le 11e épisode de la saison 8 de la série télévisée d'animation Les Simpson.

## Synopsis
Marge est renvoyée d'un club d'investissement financier à haut risque qui réunit Helen Lovejoy, Maude Flanders, Edna Krapabelle, Luann Van Houten et Agnès Skinner. Elle décide de se lancer dans une entreprise en solo, en ouvrant un commerce itinérant de bretzels. Mais elle peine à rencontrer le succès escompté. Pour faire plaisir à sa femme, Homer fait appel à la mafia pour faire disparaître la concurrence. Mais le gang du Gros Tony veut toucher un bénéfice, ce à quoi Marge, ignorant le complot, ne voit pas de raison valable...